# Region Ludu Hareri
Region Ludu Hareri (amh. ሀረሪ ሕዝብ ክልል) – jeden z regionów administracyjnych we wschodniej części Etiopii, otoczony ze wszystkich stron przez region Oromia. Stolicą regionu jest miasto Harar.
Region liczy 196 000 mieszkańców (2005 r.) i zajmuje powierzchnię 340 km².
- Skład etniczny: Oromowie 56,4%, Amharowie 22,8%, Harari 8,7%, Gurage 4,3%, Somalowie 3,9%,
- Język urzędowy: harari,
- Religie: muzułmanie 69,0%, koptyjscy chrześcijanie 27,1%, protestanci 3,4%, katolicy 0,3%.